# Australian Open 1991
L'Australian Open 1991 è stata la 79ª edizione dell'Australian Open e prima prova stagionale dello Slam per il 1991. Si è disputato dal 14 al 27 gennaio 1991 sui campi in cemento del Melbourne Park di Melbourne in Australia.

## Risultati

### Singolare maschile
Boris Becker ha battuto in finale  Ivan Lendl con il punteggio di 1–6, 6–4, 6–4, 6–4

### Singolare femminile
Monica Seles ha battuto in finale  Jana Novotná con il punteggio di 5–7, 6–3, 6–1

### Doppio maschile
Scott Davis /  David Pate hanno battuto in finale  Patrick McEnroe /  David Wheaton con il punteggio di 6–7, 7–6, 6–3, 7–5

### Doppio femminile
Patty Fendick /  Mary Joe Fernández hanno battuto in finale  Gigi Fernández /  Jana Novotná per 7–6(4), 6–1.

### Doppio misto
Jo Durie /  Jeremy Bates hanno battuto in finale  Robin White /  Scott Davis con il punteggio di 2–6, 6–4, 6–4

## Junior

### Singolare ragazzi
Thomas Enqvist ha battuto in finale  Stephen Gleeson con il punteggio di 7–6, 6–7, 6–1

### Singolare ragazze
Nicole Pratt ha battuto in finale  Kristin Godridge con il punteggio di 6–4, 6–3

### Doppio ragazzi
Grant Doyle /  Joshua Eagle hanno battuto in finale  James Holmes /  Paul Kilderry con il punteggio di 7–6, 6–4

### Doppio ragazze
Karina Habšudová /  Barbara Rittner hanno battuto in finale  Joanne Limmer /  Angie Woolcock con il punteggio di 6–2, 6–0